# Aristolochia grandiflora
Aristolochia grandiflora là một loài thực vật có hoa trong họ Aristolochiaceae. Loài này được Sw. mô tả khoa học đầu tiên năm 1788.